# Kai Chau
Kai Chau (kinesiska: 雞洲, 鸡洲) är en ö i Hongkong (Kina). Den ligger i den nordöstra delen av Hongkong.